# Stazione di Montebello (Roma)
La stazione di Montebello è una stazione ferroviaria posta sulla ferrovia Roma-Civita Castellana-Viterbo in zona Prima Porta. Costituisce il termine della tratta urbana e permette l'interscambio coi treni verso Catalano e Sant'Oreste.

## Storia
La stazione venne attivata il 13 febbraio 2006 come capolinea del servizio ferroviario urbano e interscambio con i mezzi su gomma.

## Descrizione
La stazione si compone di tre binari: 
- i binari 3 e 4, con banchina a livello di incarrozzamento, per i treni urbani da e per Piazzale Flaminio che fanno capolinea a Montebello
- il binario 5 (talvolta anche il 4) è servito dai treni del servizio extraurbano.

## Servizi
La stazione dispone di:
- Biglietteria
- Parcheggio di scambio a pagamento con 352 posti auto (di cui 8 riservati a disabili)

### Interscambi
- Capolinea linee autobus ATAC e Roma TPL
- Feriali e festivi: C1
- Solo sabato e festivi: C5

## Dintorni
- Cimitero Flaminio